# Deutsches Frauenwerk

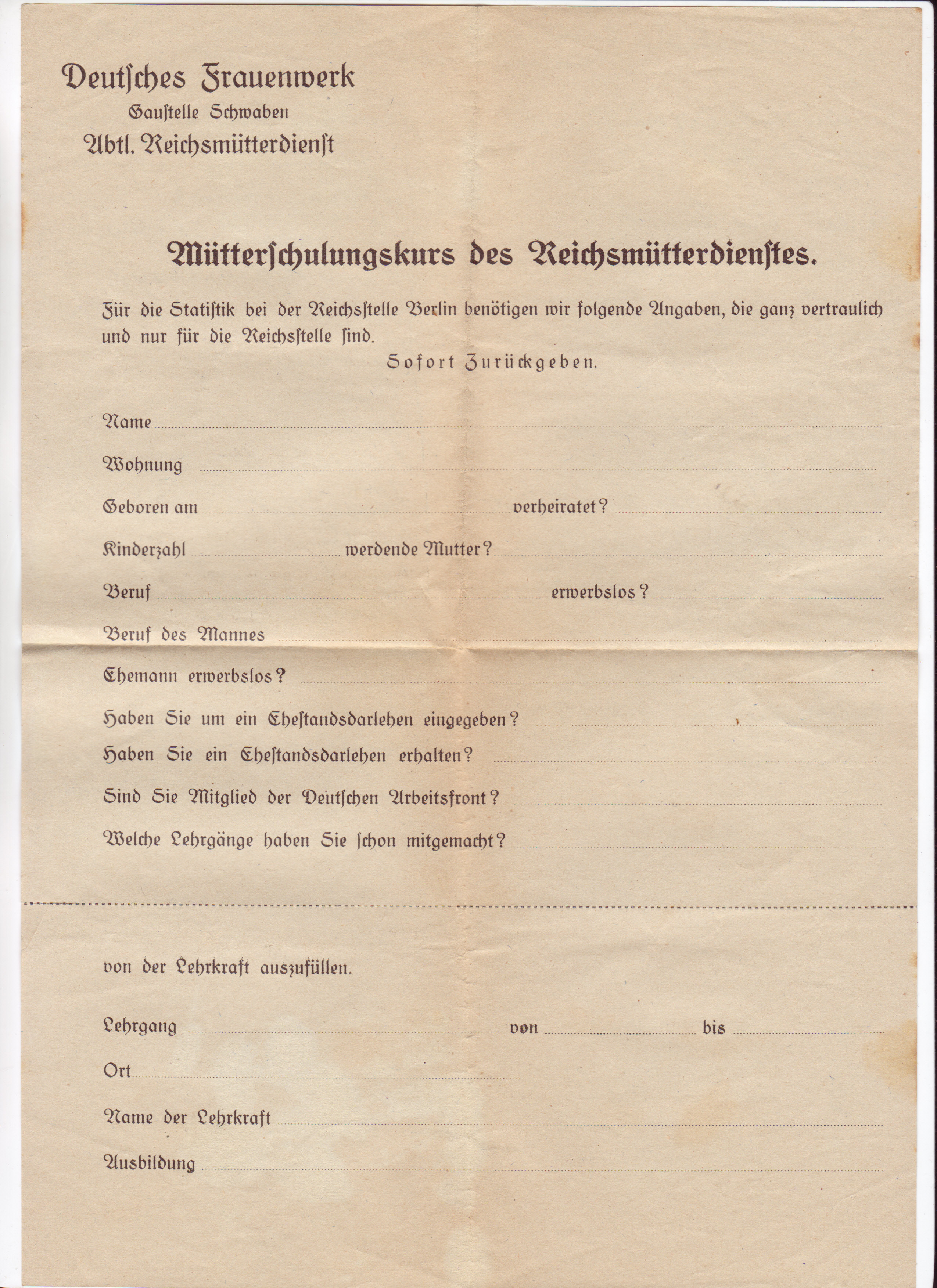
Modulo di iscrizione

La Deutsches Frauenwerk o DFW (in italiano Opera femminile tedesca) è stata un'associazione nazionalsocialista femminile fondata nell'ottobre del 1933.